# 和裁技能士
和裁技能士（わさいぎのうし）とは、国家資格である技能検定制度の一種で、都道府県知事（問題作成等は中央職業能力開発協会、試験の実施等は都道府県職業能力開発協会）が実施する、和裁に関する学科及び実技試験に合格した者をいう。
なお職業能力開発促進法により、和裁技能士資格を持っていない者が和裁技能士と称することは禁じられている。1級合格者は職業訓練指導員 (和裁科)試験の実技試験と学科試験のうち関連学科が免除され、2級合格者は実技試験が免除される。

## 級別
1級、2級、3級の別がある。

## 実技作業試験内容（和服製作作業）
- 1級

1. 女物袷（あわせ）長着の縫製は、表地は縮緬または綸子（りんず）の付け下げ（上前に模様合わせのあるもの）であって、両袖、背縫い、わき縫い、下前のおくみ付け等を事前に縫い上げたもの（上前のおくみ付けは試験場で行う）、また、裏地は絹または交織であって、背縫い（並幅）、脇縫い、おくみ付け等を事前に縫い上げたものを持参し、試験場で衿付け、まとめ等を行い、袷長着を仕立てる。
2. 部分縫いは、表地（検印のあるもの）に色地の新モス（綿モスリン）、裏地（検印のあるもの）に白地の新モスを用いて都衿の上前を縫製する。

試験時間＝7時間30分
- 2級：表地は縮緬、羽二重または綸子とし、右袖、おくみ付け等を事前に縫い上げたもの、また、裏地は絹または交織とし、背縫い、おくみ付け等を事前に縫い上げたものを持参し、試験場で衿付け、まとめ等を行い、女物袷長着を仕立てる。試験時間＝6時間30分

- 3級：表地、芯地は自由（胴裏の付くものは裏地自由）とし、身頃・地衿（下衿）付けをし、右袖を事前に縫い上げたもの（衿先布の付く場合は、事前に衿先布を地衿に付けておく）を持参し、試験場で衿付け、まとめ等を行い、女物の袖無双袷長襦袢、または胴抜長襦袢（胴裏を省いた長襦袢）を仕立てる。試験時間＝3時間30分